# Bombycopsis indecora
Bombycopsis indecora is een vlinder uit de familie spinners (Lasiocampidae). De wetenschappelijke naam van deze soort werd voor het eerst geldig gepubliceerd in 1865 door Francis Walker.
De soort komt voor in tropisch Afrika.